# Міністерство закордонних справ Японії

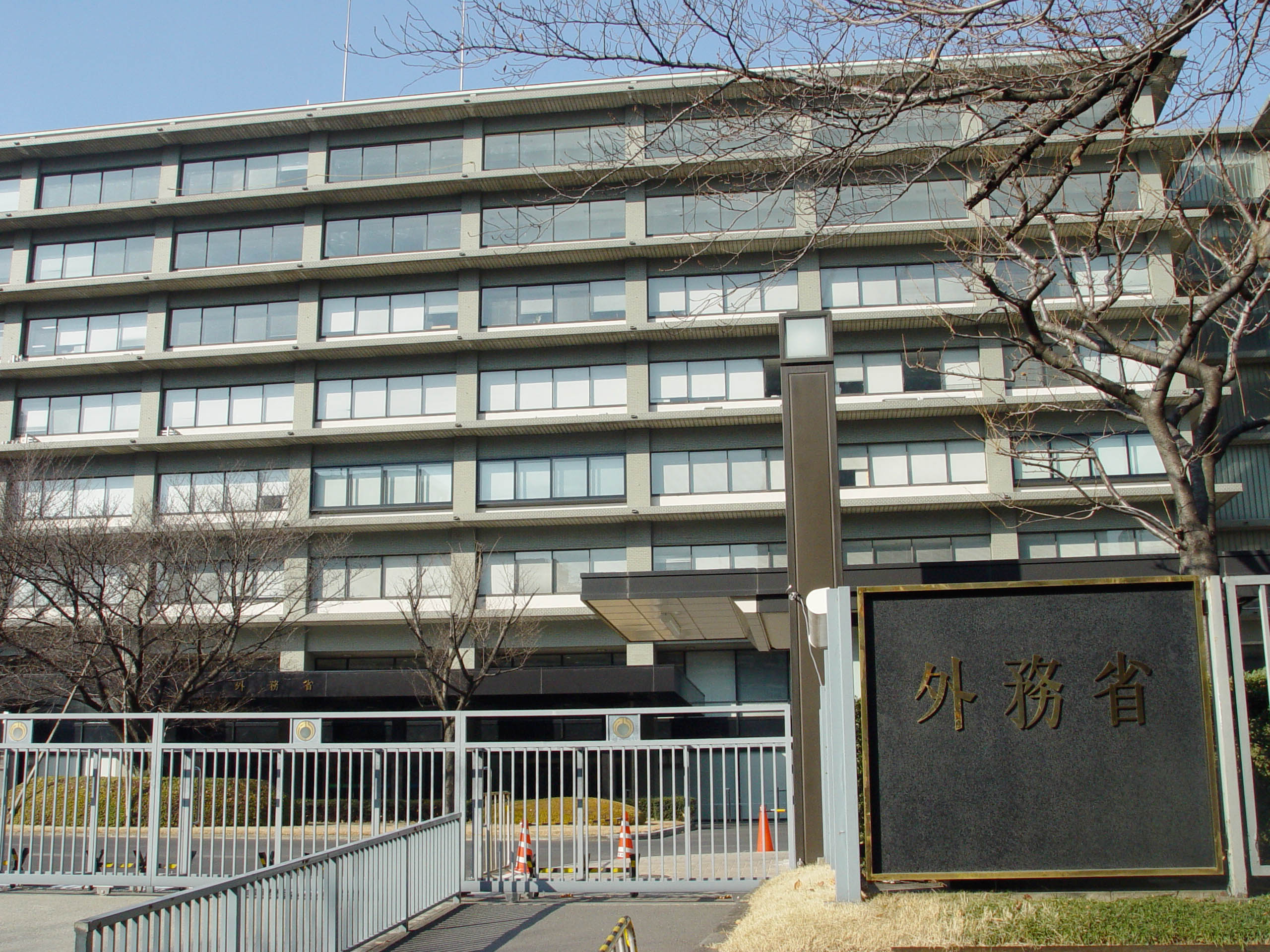
Будівля міністерства закордонних справ Японії

Міністерство закордонних справ (яп. 外務省, がいむしょう, ґайму-шьо) — центральний орган виконавчої влади Японії.

## Законодавчі повноваження
Відповідає за планування і виконання зовнішньої політики країни, а також прогнозування зовнішньополітичних процесів у світі.

## Створення
Засноване 15 серпня 1869 року. Протягом 1869—1885 років було складовою Великої державної ради. З 1885 року є складовою Кабінету міністрів Японії.

## Сучасний статус
Згідно зі законом Японії від 1999 року про Міністерство закордонних справ, має на меті підтримання миру і безпеки у світі, встановлення і розвиток гармонійних міжнародних стосунків, примноження вигоди Японії і японської нації в міжнародній спільноті.

## Історія
- 10 лютого 1868 — засновано Іноземну канцелярію (外国事務, ґайоку-дзіму) при центральному Імператорському уряді. Очолювалися головами (総裁, сосай).
- 25 лютого 1868 — реформовано у нову Іноземну канцелярію (外国事務局, ґайкоку-дзімукьоку). Очолювалися головами (督, камі).
- 17 червня 1868 — згідно з указом про форму державного правління Іноземну канцелярію перетворено на Іноземну раду (外国官, ґайкокукан). Очолювалася головами (知事, тідзі).
- 15 серпня 1869 — Іноземна рада перетворена на Міністерство закордонних справ, що підпорядковувалося Великій державній раді. Очолювалося міністрами (卿, кьо).
- 29 серпня 1871 — у зв'язку з реформою державного апарату Міністерство закордонних справ перепідпорядковане Правій палаті Великої державної ради.
- 22 грудня 1885 — у зв'язку з реформою державного апарату Міністерство закордонних справ стало підпорядковуватись Кабінету міністрів Японії. Очолювалося міністрами (大臣, дайдзін).

## Керівництво

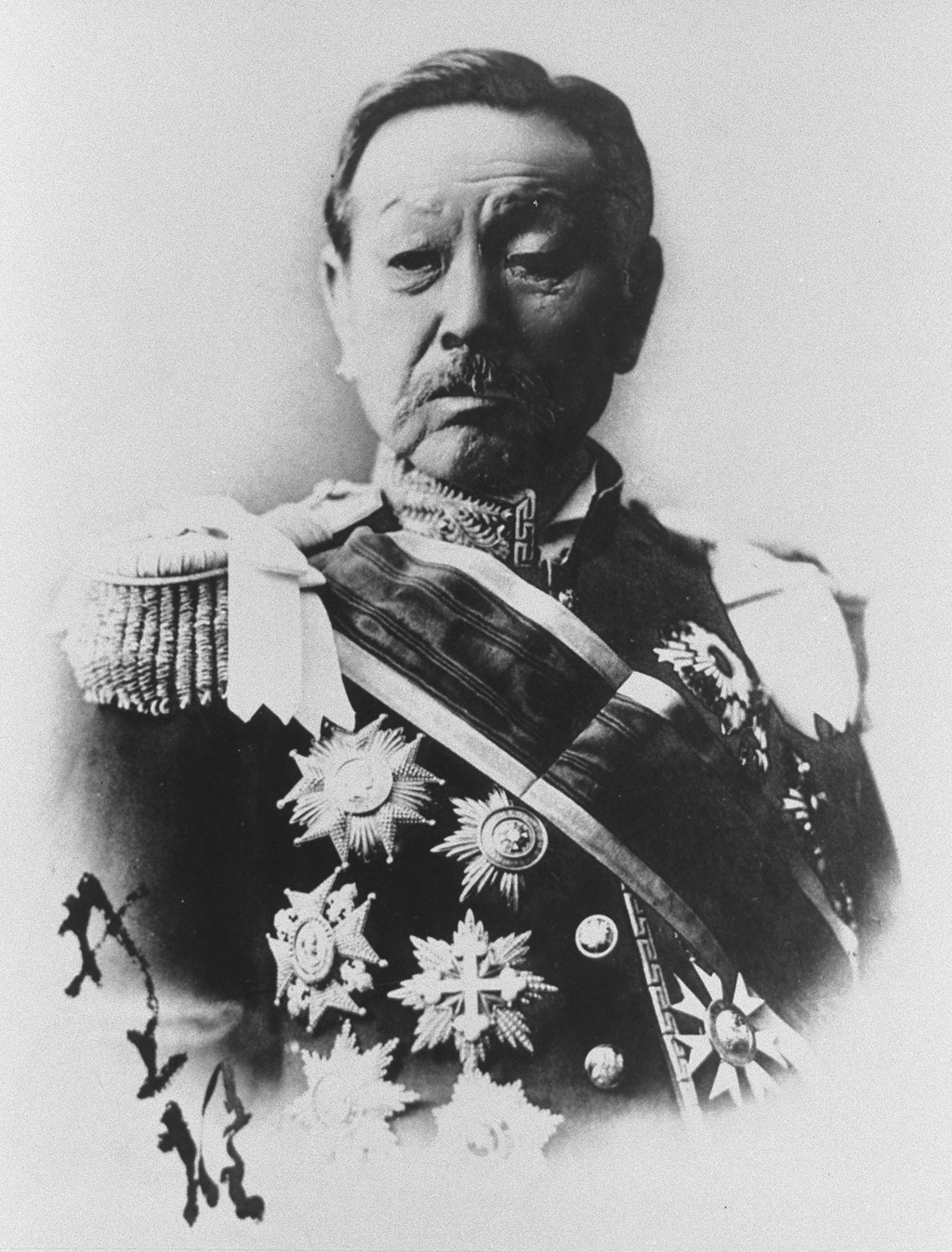
Іноуе Каору, перший міністр закордонних справ при кабінеті міністрів Японії.

| Іноземна канцелярія                                   |                      |                   |                                 |
| №                                                     | Ім'я                 | Вступив на посаду | Приналежність                   |
| 1                                                     | Комацу Акіхіто       | 2 лютого 1868     | принц                           |
| 2                                                     | Ямасіна Акіра        | 10 лютого 1868    | принц                           |
| 2                                                     | Сандзьо Санетомі     | 10 лютого 1868    | аристократ                      |
| 2                                                     | Дате Муненарі        | 10 лютого 1868    | володар Увадзіма-хану           |
| 2                                                     | Хіґасікудзе Мітітомі | 10 лютого 1868    | аристократ                      |
| 3                                                     | Сава Нобуйосі        | 18 лютого 1868    | аристократ                      |
| Іноземна канцелярія (нова)                            |                      |                   |                                 |
| 1                                                     | Ямасіна Акіра        | 13 березня 1868   | принц                           |
| Іноземна рада                                         |                      |                   |                                 |
| 1                                                     | Дате Муненарі        | 11 червня 1868    | володар Увадзіма-хану           |
| 2                                                     | Сава Нобуйосі        | 3 серпня 1869     | аристократ                      |
| Міністерство закордонних справ (Велика державна рада) |                      |                   |                                 |
| 1                                                     | Сава Нобуйосі        | 15 серпня 1869    | аристократ                      |
| 2                                                     | Івакура Томомі       | 29 серпня 1871    | аристократ                      |
| 3                                                     | Соедзіма Танеомі     | 15 грудня 1871    | Фракція Саґа                    |
| 4                                                     | Терасіма Муненорі    | 28 жовтня 1873    | екс-чиновник сьоґунату Токуґава |
| 5                                                     | Іноуе Каору          | 9 жовтня 1879     | Фракція Тьосю                   |

| Міністерство закордонних справ (Кабінет Міністрів) |                    |                                        |                        |                                         |
| №                                                  | Ім'я               | Кабінет                                | Вступив на посаду      | Приналежність                           |
| 1                                                  | Іноуе Каору        | Перший кабінет Іто                     | 22 грудня 1885         | Фракція Тьосю                           |
| 2                                                  | Іто Хіробумі       | Перший кабінет Іто                     | 17 вересня 1887 (в.о)  | Фракція Тьосю                           |
| 3                                                  | Курода Кійотака    | Перший кабінет Іто                     | 1 лютого 1888          | Фракція Сацуми, ПКР                     |
| 4                                                  | Курода Кійотака    | Кабінет Куроди                         | 30 квітня 1888         | Фракція Сацуми, ПКР                     |
| 5                                                  | Аокі Сюдзо         | Перший кабінет Ямаґати                 | 24 грудня 1889         | Фракція Тьосю                           |
| 6                                                  | Аокі Сюдзо         | Перший кабінет Мацукати                | 6 травня 1891          | Фракція Тьосю                           |
| 7                                                  | Еномото Такеакі    | Перший кабінет Мацукати                | 29 травня 1891         | екс-чиновник сьоґунату Токуґава         |
| 8                                                  | Муцу Мунеміцу      | Другий кабінет Іто                     | 8 серпня 1892          | виходець з Кії-хану                     |
| 9                                                  | Сай'ондзі Кіммоті  | Другий кабінет Іто                     | 30 травня 1896         | Граф                                    |
| 10                                                 | Сай'ондзі Кіммоті  | Другий кабінет Мацукати                | 18 вересня 1896        | Граф                                    |
| 11                                                 | Окума Сіґенобу     | Другий кабінет Мацукати                | 22 вересня 1896        | Фракція Саґи, Прогресивна партія        |
| 12                                                 | Нісі Токудзіро     | Другий кабінет Мацукати                | 6 листопада 1897       | Фракція Сацуми                          |
| 13                                                 | Нісі Токудзіро     | Третій кабінет Іто                     | 12 січня 1898          | Фракція Сацуми                          |
| Міністерство закордонних справ                     |                    |                                        |                        |                                         |
| 14                                                 | Окума Сіґенобу     | Перший кабінет Окуми                   | 30 червня 1898         | Фракція Саґи, Конституційна партія      |
| 15                                                 | Аокі Сюдзо         | Другий кабінет Ямаґати                 | 8 листопада 1898       | Міністерство закордонних справ          |
| 16                                                 | Като Такаакі       | Четвертий кабінет Іто                  | 19 жовтня 1900         | Міністерство закордонних справ          |
| 17                                                 | Соне Арасуке       | Перший кабінет Кацури                  | 2 червня 1901          | Фракція Тьосю                           |
| 18                                                 | Комура Дзютаро     | Перший кабінет Кацури                  | 21 вересня 1901        | Міністерство закордонних справ          |
| 19                                                 | Като Такаакі       | Перший кабінет Сай'ондзі               | 7 січня 1906           | Міністерство закордонних справ          |
| 20                                                 | Сай'ондзі Кіммоті  | Перший кабінет Сай'ондзі               | 3 березня 1906         | Товариство друзів конституційного уряду |
| 21                                                 | Хаясі Тадасу       | Перший кабінет Сай'ондзі               | 19 травня 1906         | екс-чиновник сьоґунату Токуґава         |
| 22                                                 | Терауті Масатаке   | Другий кабінет Кацури                  | 14 липня 1908          | Імперська армія Японії                  |
| 23                                                 | Комура Дзютаро     | Другий кабінет Кацури                  | 27 серпня 1908         | Міністерство закордонних справ          |
| 24                                                 | Утіда Косаї        | Другий кабінет Сай'ондзі               | 30 серпня 1911         | Міністерство закордонних справ          |
| 25                                                 | Кацура Таро        | Третій кабінет Кацури                  | 21 грудня 1912         | Імперська армія Японії                  |
| 26                                                 | Като Такаакі       | Третій кабінет Кацури                  | 29 січня 1913          | Міністерство закордонних справ          |
| 27                                                 | Макіно Нобуакі     | Перший кабінет Ямамото                 | 20 лютого 1913         | Міністерство закордонних справ          |
| 28                                                 | Като Такаакі       | Другий кабінет Окуми                   | 16 квітня 1914         | Міністерство закордонних справ          |
| 29                                                 | Окума Сіґенобу     | Другий кабінет Окуми                   | 10 серпня 1915         | Товариство підтримки графа Окуми        |
| 30                                                 | Ісії Кікудзіро     | Другий кабінет Окуми                   | 13 жовтня 1915         | Міністерство закордонних справ          |
| 31                                                 | Терауті Масатаке   | Кабінет Терауті                        | 9 жовтня 1916          | Імперська армія Японії                  |
| 32                                                 | Мотоно Ітіро       | Кабінет Терауті                        | 21 листопада 1916      | Міністерство закордонних справ          |
| 33                                                 | Ґото Сімпей        | Кабінет Терауті                        | 23 квітня 1918         | Міністерство внутрішніх справ           |
| 34                                                 | Утіда Косаї        | Кабінет Хари                           | 29 вересня 1918        | Міністерство закордонних справ          |
| 35                                                 | Утіда Косаї        | Кабінет Такахасі                       | 13 листопада 1921      | Міністерство закордонних справ          |
| 36                                                 | Утіда Косаї        | Кабінет Като Томосабуро                | 12 червня 1922         | Міністерство закордонних справ          |
| 37                                                 | Ямамото Ґомбей     | Другий уряд Ямамото                    | 2 вересня 1923         | Імперський флот Японії                  |
| 38                                                 | Ідзюїн Хікокіті    | Другий уряд Ямамото                    | 19 вересня 1923        | Міністерство закордонних справ          |
| 39                                                 | Мацуї Кейдзіро     | Кабінет Кійоури                        | 7 січня 1924           | Міністерство закордонних справ          |
| 40                                                 | Сідехара Кідзюро   | Кабінет Като Такаакі                   | 11 червня 1924         | Міністерство закордонних справ          |
| 41                                                 | Сідехара Кідзюро   | Перший кабінет Вакацукі                | 30 січня 1926          | Міністерство закордонних справ          |
| 42                                                 | Танака Ґіїті       | Кабінет Танаки Ґіїті                   | 20 лютого 1927         | Товариство друзів конституційного уряду |
| 43                                                 | Сідехара Кідзюро   | Кабінет Хамаґуті                       | 2 липня 1929           | Міністерство закордонних справ          |
| 44                                                 | Сідехара Кідзюро   | Другий кабінет Вакацукі                | 14 квітня 1931         | Міністерство закордонних справ          |
| 45                                                 | Інукаї Цуйосі      | Кабінет Інукаї                         | 13 грудня 1931         | Товариство друзів конституційного уряду |
| 46                                                 | Йосідзава Кенкіті  | Кабінет Інукаї                         | 14 січня 1932          | Товариство друзів конституційного уряду |
| 47                                                 | Сайто Макото       | Кабінет Сайто                          | 26 травня 1932         | Імперський флот Японії                  |
| 48                                                 | Утіда Косаї        | Кабінет Сайто                          | 6 липня 1932           | Міністерство закордонних справ          |
| 49                                                 | Хірота Кокі        | Кабінет Сайто                          | 14 вересня 1933        | Міністерство закордонних справ          |
| 50                                                 | Хірота Кокі        | Кабінет Окади                          | 8 липня 1934           | Міністерство закордонних справ          |
| 51                                                 | Хірота Кокі        | Кабінет Хіроти                         | 9 березня 1936         | Міністерство закордонних справ          |
| 52                                                 | Аріта Хатіро       | Кабінет Хіроти                         | 2 квітня 1936          | Міністерство закордонних справ          |
| 53                                                 | Хаясі Дзендзюро    | Кабінет Хаясі                          | 2 лютого 1937          | Імперська армія Японії                  |
| 54                                                 | Сато Наотаке       | Кабінет Хаясі                          | 3 березня 1937         | Міністерство закордонних справ          |
| 55                                                 | Хірота Кокі        | Перший уряд Коное                      | 4 червня 1937          | Міністерство закордонних справ          |
| 56                                                 | Уґакі Кадзусіґе    | Перший уряд Коное                      | 26 травня 1938         | Імперська армія Японії                  |
| 57                                                 | Коное Фумімаро     | Перший уряд Коное                      | 30 вересня 1938        | Герцог                                  |
| 58                                                 | Аріта Хатіро       | Перший уряд Коное                      | 29 жовтня 1938         | Міністерство закордонних справ          |
| 59                                                 | Аріта Хатіро       | Кабінет Хірануми                       | 5 січня 1939           | Міністерство закордонних справ          |
| 60                                                 | Абе Нобуюкі        | Кабінет Абе                            | 30 серпня 1939         | Імперська армія Японії                  |
| 61                                                 | Номура Кітісабуро  | Кабінет Абе                            | 25 вересня 1939        | Імперський флот Японії                  |
| 62                                                 | Аріта Хатіро       | Кабінет Йоная                          | 16 січня 1940          | Міністерство закордонних справ          |
| 63                                                 | Мацуока Йосуке     | Другий кабінет Коное                   | 22 липня 1940          | Міністерство закордонних справ          |
| 64                                                 | Тойода Тейдзіро    | Третій кабінет Коное                   | 18 липня 1941          | Імперський флот Японії                  |
| 65                                                 | Тоґо Сіґенорі      | Кабінет Тодзьо                         | 18 жовтня 1941         | Міністерство закордонних справ          |
| 66                                                 | Тодзьо Хідекі      | Кабінет Тодзьо                         | 1 вересня 1942         | Імперська армія Японії                  |
| 67                                                 | Тані Масаюкі       | Кабінет Тодзьо                         | 17 вересня 1942        | Міністерство закордонних справ          |
| 68                                                 | Сіґеміцу Мамору    | Кабінет Тодзьо                         | 20 квітня 1943         | Міністерство закордонних справ          |
| 69                                                 | Сіґеміцу Мамору    | Кабінет Коїсо                          | 22 серпня 1944         | Міністерство закордонних справ          |
| 70                                                 | Судзукі Кантаро    | Кабінет Судзукі Кантаро                | 7 квітня 1945          | Імперський флот Японії                  |
| 71                                                 | Тоґо Сіґенорі      | Кабінет Судзукі Кантаро                | 9 квітня 1945          | Міністерство закордонних справ          |
| 72                                                 | Сіґеміцу Мамору    | Кабінет Хіґасікуні                     | 17 серпня 1945         | Міністерство закордонних справ          |
| 73                                                 | Йосіда Сіґеру      | Кабінет Хіґасікуні                     | 15 вересня 1945        | Міністерство закордонних справ          |
| 74                                                 | Йосіда Сіґеру      | Кабінет Сідехари                       | 9 жовтня 1945          | Міністерство закордонних справ          |
| 75                                                 | Йосіда Сіґеру      | Перший кабінет Йосіди                  | 22 травня 1946         | Ліберальна партія Японії                |
| —                                                  | Катаяма Тецу       | Кабінет Катаями                        | 24 травня 1947 (в. о.) | Соціалістична партія Японії             |
| 76                                                 | Асіда Хітосі       | Кабінет Катаями                        | 1 червня 1947          | Демократична партія Японії              |
| 77                                                 | Асіда Хітосі       | Кабінет Асіди                          | 10 березня 1948        | Демократична партія Японії              |
| —                                                  | Йосіда Сіґеру      | Другий кабінет Йосіди                  | 15 жовтня 1948 (в. о.) | Демократично-ліберальна партія Японії   |
| 78                                                 | Йосіда Сіґеру      | Другий кабінет Йосіди                  | 19 жовтня 1948         | Демократично-ліберальна партія Японії   |
| 79                                                 | Йосіда Сіґеру      | Третій кабінет Йосіди                  | 16 лютого 1949         | Демократично-ліберальна партія Японії   |
| Міністерство закордонних справ                     |                    |                                        |                        |                                         |
| 80                                                 | Окадзакі Кацуо     | Третій кабінет Йосіди (третя ротація)  | 30 квітня 1952         | Ліберальна партія Японії                |
| 81                                                 | Окадзакі Кацуо     | Четвертий кабінет Йосіди               | 30 жовтня 1952         | Ліберальна партія Японії                |
| 82                                                 | Окадзакі Кацуо     | П'ятий кабінет Йосіди                  | 21 травня 1953         | Ліберальна партія Японії                |
| 83                                                 | Сіґеміцу Мамору    | Другий кабінет Хатоями                 | 10 грудня 1954         | Японська демократична партія            |
| 84                                                 | Сіґеміцу Мамору    | Третій кабінет Хатоями                 | 19 березня 1955        | Японська демократична партія            |
| 85                                                 | Сіґеміцу Мамору    | Перший кабінет Хатоями                 | 22 листопада 1955      | Ліберально-демократична партія          |
| —                                                  | Ісібасі Тандзан    | Кабінет Ісібасі                        | 23 грудня 1956 (в. о.) | Ліберально-демократична партія          |
| 86                                                 | Кісі Нобусуке      | Кабінет Ісібасі                        | 23 грудня 1956         | Ліберально-демократична партія          |
| 87                                                 | Кісі Нобусуке      | Перший кабінет Кісі                    | 25 лютого 1957         | Ліберально-демократична партія          |
| 88                                                 | Фудзіяма Айїтіро   | Перший кабінет Кісі (ротація)          | 10 липня 1957          | Ліберально-демократична партія          |
| 89                                                 | Фудзіяма Айїтіро   | Другий кабінет Кісі                    | 12 червня 1958         | Ліберально-демократична партія          |
| 90                                                 | Косака Дзентаро    | Перший кабінет Ікеди                   | 19 липня 1960          | Ліберально-демократична партія          |
| 91                                                 | Косака Дзентаро    | Другий кабінет Ікеди                   | 8 грудня 1960          | Ліберально-демократична партія          |
| 92                                                 | Охіра Масайосі     | Другий кабінет Ікеди (ротація)         | 18 липня 1962          | Ліберально-демократична партія          |
| 93                                                 | Охіра Масайосі     | Третій кабінет Ікеди                   | 9 грудня 1963          | Ліберально-демократична партія          |
| 94                                                 | Сіїна Ецусабуро    | Третій кабінет Ікеди (ротація)         | 18 липня 1964          | Ліберально-демократична партія          |
| 95                                                 | Сіїна Ецусабуро    | Перший кабінет Сато                    | 9 листопада 1964       | Ліберально-демократична партія          |
| 96                                                 | Мікі Такео         | Перший кабінет Сато (ротація)          | 3 грудня 1966          | Ліберально-демократична партія          |
| —                                                  | Сато Ейсаку        | Другий кабінет Сато (перша ротація)    | 29 жовтня 1968 (в. о.) | Ліберально-демократична партія          |
| 97                                                 | Айті Кіїті         | Другий кабінет Сато (друга ротація)    | 30 листопада 1968      | Ліберально-демократична партія          |
| 98                                                 | Айті Кіїті         | Третій кабінет Сато                    | 14 січня 1970          | Ліберально-демократична партія          |
| 99                                                 | Фукуда Такео       | Третій кабінет Сато (ротація)          | 9 липня 1971           | Ліберально-демократична партія          |
| 100                                                | Охіра Масайосі     | Перший кабінет Танаки Какуея           | 7 липня 1972           | Ліберально-демократична партія          |
| 101                                                | Охіра Масайосі     | Другий кабінет Танаки Какуея           | 22 грудня 1972         | Ліберально-демократична партія          |
| 102                                                | Кімура Тосіо       | Другий кабінет Танаки Какуея (ротація) | 16 липня 1974          | Ліберально-демократична партія          |
| 103                                                | Міядзава Кіїті     | Кабінет Мікі                           | 9 грудня 1974          | Ліберально-демократична партія          |
| 104                                                | Косака Дзентаро    | Кабінет Мікі (ротація)                 | 15 вересня 1976        | Ліберально-демократична партія          |
| 105                                                | Хатояма Іїтіро     | Кабінет Фукуди Такео                   | 24 грудня 1976         | Ліберально-демократична партія          |
| 106                                                | Сонода Сунао       | Кабінет Фукуди Такео (ротація)         | 28 листопада 1977      | Ліберально-демократична партія          |
| 107                                                | Сонода Сунао       | Перший кабінет Охіри                   | 7 грудня 1978          | Ліберально-демократична партія          |
| 108                                                | Окіта Сабуро       | Другий кабінет Охіри                   | 8 листопада 1979       | громадський клерк                       |
| 109                                                | Іто Масайосі       | Кабінет Судзукі Дзенко                 | 17 липня 1980          | Ліберально-демократична партія          |
| 110                                                | Сонода Сунао       | Кабінет Судзукі Дзенко                 | 18 травня 1981         | Ліберально-демократична партія          |
| 111                                                | Сакурауті Йосінао  | Кабінет Судзукі Дзенко (ротація)       | 30 листопада 1981      | Ліберально-демократична партія          |
| 112                                                | Абе Сінтаро        | перший кабінет Накасоне                | 27 листопада 1982      | Ліберально-демократична партія          |
| 113                                                | Абе Сінтаро        | Другий кабінет Накасоне                | 27 грудня 1983         | Ліберально-демократична партія          |
| 114                                                | Куранарі Тадасі    | Третій кабінет Накасоне                | 22 липня 1986          | Ліберально-демократична партія          |
| 115                                                | Уно Сосуке         | Кабінет Такесіти                       | 6 листопада 1987       | Ліберально-демократична партія          |
| 115                                                | Міцудзука Хіросі   | Кабінет Уно                            | 3 червня 1989          | Ліберально-демократична партія          |
| 116                                                | Накаяма Таро       | Перший кабінет Кайфу                   | 10 серпня 1989         | Ліберально-демократична партія          |
| 117                                                | Накаяма Таро       | Другий кабінет Кайфу                   | 28 лютого 1990         | Ліберально-демократична партія          |
| 118                                                | Ватанабе Мічіо     | Кабінет Міядзави                       | 5 листопада 1991       | Ліберально-демократична партія          |
| 119                                                | Муто Кабун         | Кабінет Міядзави (ротація)             | 7 квітня 1993          | Ліберально-демократична партія          |
| 120                                                | Ханеда Цутому      | Кабінет Хосокави                       | 9 серпня 1993          | Партія оновлення Японії                 |
| —                                                  | Ханеда Цутому      | Кабінет Ханеди                         | 28 квітня 1994 (в. о.) | Партія оновлення Японії                 |
| 121                                                | Какідзава Кодзі    | Кабінет Ханеди                         | 28 квітня 1994         | Ліберальна партія Японії                |
| 122                                                | Коно Йохей         | Кабінет Мураями                        | 30 червня 1994         | Ліберально-демократична партія          |
| 123                                                | Ікеда Юкіхіко      | Перший кабінет Хасімото                | 11 січня 1996          | Ліберально-демократична партія          |
| 124                                                | Ікеда Юкіхіко      | Другий кабінет Хасімото                | 7 листопада 1996       | Ліберально-демократична партія          |
| 125                                                | Обуті Кейдзо       | Другий кабінет Хасімото (ротація)      | 11 вересня 1997        | Ліберально-демократична партія          |
| 126                                                | Комура Масахіко    | Кабінет Обуті                          | 30 липня 1998          | Ліберально-демократична партія          |
| 127                                                | Коно Йохей         | Кабінет Обуті (друга ротація)          | 5 жовтня 1999          | Ліберально-демократична партія          |
| 128                                                | Коно Йохей         | Перший кабінет Морі                    | 5 квітня 2000          | Ліберально-демократична партія          |
| 129                                                | Коно Йохей         | Другий кабінет Морі                    | 4 липня 2000           | Ліберально-демократична партія          |
| Міністерство закордонних справ                     |                    |                                        |                        |                                         |
| 130                                                | Коно Йохей         | Другий кабінет Морі (друга ротація)    | 6 січня 2001           | Ліберально-демократична партія          |
| 131                                                | Танака Макіко      | Перший кабінет Коїдзумі                | 26 квітня 2001         | Ліберально-демократична партія          |
| 132                                                | Коїдзумі Дзюнітіро | Перший кабінет Коїдзумі                | 30 січня 2002          | Ліберально-демократична партія          |
| 133                                                | Каваґуті Йоріко    | Перший кабінет Коїдзумі                | 1 лютого 2002          | громадський клерк                       |
| 134                                                | Каваґуті Йоріко    | Другий кабінет Коїдзумі                | 19 листопада 2003      | громадський клерк                       |
| 135                                                | Матімура Нобутака  | Другий кабінет Коїдзумі (ротація)      | 27 вересня 2004        | Ліберально-демократична партія          |
| 136                                                | Матімура Нобутака  | Третій кабінет Коїдзумі                | 21 вересня 2005        | Ліберально-демократична партія          |
| 137                                                | Асо Таро           | Третій кабінет Коїдзумі (ротація)      | 31 жовтня 2005         | Ліберально-демократична партія          |
| 138                                                | Асо Таро           | Кабінет Абе                            | 26 вересня 2006        | Ліберально-демократична партія          |
| 139                                                | Матімура Нобутака  | Кабінет Абе (ротація)                  | 27 серпня 2007         | Ліберально-демократична партія          |
| 140                                                | Комура Масахіко    | Кабінет Фукуди Ясуо                    | 26 вересня 2007        | Ліберально-демократична партія          |
| 141                                                | Накасоне Хірофумі  | Кабінет Асо                            | 24 вересня 2008        | Ліберально-демократична партія          |
| 142                                                | Окада Кацуя        | Кабінет Хатоями Юкіо                   | 16 вересня 2009        | Демократична партія Японії              |
| 143                                                | Маехара Сейдзі     | Кабінет Кан Наото                      | 17 вересня 2010        |                                         |
| 144                                                | Едано Юкіо         | Кабінет Кан Наото                      | 7 березня 2011         |                                         |
| 145                                                | Мацумото Такеакі   | Кабінет Кан Наото                      | 9 березня 2011         |                                         |
| 146                                                | Ґемба Коїтіро      | Кабінет Нода Йосіхіко                  | 2 вересня 2011         |                                         |
| 147                                                | Кисида Фуміо       | Кабінет Абе Сіндзо                     | 26 грудня 2012         | Ліберально-демократична партія Японії   |
| 148                                                | Коно Таро          | Кабінет Абе Сіндзо                     | 3 серпня 2017          | Ліберально-демократична партія Японії   |
| 149                                                | Мотегі Тосіміцу    | Кабінет Йосіхіде Суґа                  | 11 вересня 2019        | Ліберально-демократична партія Японії   |
| в.о.                                               | Кісіда Фуміо       | Кабінет Кісіди Фуміо                   | 4 листопада 2021       | Ліберально-демократична партія Японії   |
| 150                                                | Хаясі Йосімаса     | Кабінет Кісіди Фуміо                   | 10 листопада 2021      | Ліберально-демократична партія Японії   |
| 150                                                | Йоко Камікава      | Кабінет Кісіди Фуміо                   | 1 вересня 2023         | Ліберально-демократична партія Японії   |

## Структура

### Верхівка
- Міністр (大臣)
- Віцеміністри (副大臣), 2 особи
- Парламентські секретарі (大臣政務官), 3 особи
- Адміністративний віцеміністр (事務次官)
- Заступники міністра (外務審議官)

### Внутрішні структури
- Секретаріат міністра (大臣官房)
  -     - Загальний відділ (総務課)
      - Офіс надання інформації (情報公開室)
      - Офіс розсекречування архівів 外交記録審査室
      - Дипломатичний архів (外交史料館)
      - Офіс безпеки (警備対策室)
      - Офіс управління кризами (危機管理調整室)
      - Офіс регіональної співпраці (地方連携推進室)
      - Бібліотека (図書館)

    - Відділ кадрів (人事課)
    - Відділ інформації та комунікацій (情報通信課)
      - Офіс управління інформацією (情報管理室)

    - Бухгалтерський відділ (会計課)
      - Офіс здоров'я і добробуту (福利厚生室)
      - Відділ офіційних представництв закордоном (在外公館課)

  - Інспектор (監察査察官)
  - Завідувач протоколів (儀典長)
    - Офіс протоколів (儀典官室)
    - Офіс протоколів візитів закордоном (儀典外国訪問室)

  - Прессекретар міністерства (外務報道官)
    - Інформаційний відділ (報道課)
    - Внутрішній інформаційний відділ (国内広報課)
      - Громадська приймальня (広聴室)
      - Громадська приймальня (ＩＴ広報室)

    - Міжнародний інформаційний відділ (国際報道官)

  - Відділ культурних обмінів (広報文化交流部)
    - Загальний плановий відділ (総合計画課)
    - Відділ культурних обмінів (文化交流課)
      - Офіс міжнародної співпраці (国際文化協力室)
      - Офіс обміну спеціалістами (人物交流室)
- Відділ зовнішньої політики (総合外交政策局)
  -     - Загальний відділ (総務課)
      - Офіс планування політики (政策企画室)

    - Офіс планування національної безпеки (安全保障政策課)
      - Офіс співпраці в боротьбі з міжнародним тероризмом (国際テロ対策協力室)

    - Відділ планування й адміністрування роботи в ООН (国連企画調整課)
      - Центр рекрутування осіб до міжнародних організацій (国際機関人事センター)

    - Відділ планування політики в ООН (国連政策課)
      - Офіс співпраці за мир у світі (国際平和協力室)

    - Відділ прав людини і моралі (人権人道課)
      - Офіс боротьби з міжнародною організованою злочинністю (国際組織犯罪室)

  - Відділ сприяння роззброєнню, непоширенню ядерної зброї, розвитку науки (軍縮不拡散・科学部)
    - Відділ озброєнь і роззброєнь (軍備管理軍縮課)
      - Офіс біологічної і хімічної зброї (生物・化学兵器禁止条約室)
      - Офіс звичайної зброї (通常兵器室)

    - Відділ ядерної енергетики і непоширення ядерної зброї (不拡散・科学原子力課)
      - Офіс міжнародної наукової співпраці (国際科学協力室)
      - Офіс міжнародної співпраці в сфері ядерної енергетики (国際原子力協力室)
- Азійсько-тихоокеанський відділ (アジア大洋州局)
  -     - Відділ регіональної політики (地域政策課)
      - Офіс обслуговування закордонних представництв (外地整理室)

    - Північноазійський відділ (北東アジア課)
      - Офіс японсько-корейських економічних відносин (日韓経済室)

    - Відділ Китаю і Монголії (中国・モンゴル課)
      - Офіс японсько-китайських економічних відносин (日中経済室)

    - Тихоокеанський відділ (大洋州課)

  - Південно-азійський відділ (南部アジア部)
    - Перший відділ Південно-східної Азії (南東アジア第一課)
    - Другий відділ Південно-східної Азії (南東アジア第二課)
    - Відділ Південно-західної Азії (南西アジア課)
- Північноамериканський відділ (北米局)
  -     - Перший північноамериканський відділ (北米第一課)
    - Другий північноамериканський відділ (北米第二課)
    - Відділ японсько-американського договору про безпеку (日米安全保障条約課)
      - Офіс статусу військ США в Японії (日米地位協定室)
- Латиноамериканський відділ (中南米局)
  -     - Відділ Мезоамерики (中米課)
    - Відділ Південної Америки і Карибського моря (南米カリブ課)
      - Офіс Карибського моря (カリブ室)
- Європейський відділ (欧州局)
  -     - Планувальний відділ (政策課)
    - Відділ Західної Європи (西欧課)
    - Відділ Центральної і Східної Європи (中・東欧課)[29]
    - Російський відділ (ロシア課)
      - Офіс Центральної Азії та Кавказу (中央アジア・コーカサス室)
      - Офіс допомоги Росії (ロシア支援室)
      - Офіс японсько-російських обмінів (ロシア交流室)
- Відділ Близького Сходу і Африки (中東アフリカ局)
  -     - Перший близькосхідний відділ (中東第一課)
    - Другий близькосхідний відділ (中東第二課)

  - Африканська рада (アフリカ審議官)
    - Перший африканський відділ (アフリカ第一課)
    - Другий африканський відділ (アフリカ第二課)